# Lucas Hoving
Lucas Philippus Hovinga, artiestennaam Lucas Hoving, (Groningen, 5 september 1912 – San Francisco, 5 januari 2000) was een danser, choreograaf en dansdocent.
Hovinga was zoon van slager Derk Hovinga en Miena van Sluis. Hoving trouwde in 1943 met Lavina Nielsen uit Saint Louis, danseres opgeleid aan de Jooss School.
Hoving danste vanaf jonge leeftijd. Zijn basisopleiding, dan nog Lou Hovinga hetend, kreeg hij bij een damesgymnastiekvereniging in Groningen, hij had een rolletje is Sneeuwwitje. Hij leek voorbestemd voor de revue. Zijn verdere opleiding kreeg hij van Florrie Rodrigo en Yvonne Georgi in Amsterdam. Hij kreeg vervolgens een buers om te gaan studeren aan de Jooss School in het Britse Dartington. Als lid van het Jooss Ballet danste hij mee in The green table (De groene tafel) van Kurt Jooss. Tijdens een tournee van genoemd ballet naar New York in 1941, volgde hij een aantal lessen bij Martha Graham. Toen het Jooss Ballet gedurende de Tweede Wereldoorlog werd opgeheven, voegde Hoving zich bij de Graham Dance Company en danste mee tijdens Letter to the world, een hommage aan Emily Dickinson (1941). Daarna volgde een rol in Kiss for Cinderella van Catherine Littlefield. Gedurende zijn verblijf in de Verenigde Staten sloot Hoving zich aan bij het Nederlandse leger in ballingschap en deed daadwerkelijk dienst als operator en vertaler. Na de Tweede Wereldoorlog verscheen Hoving als danser op het witte doek in de film London Town van Arthur J. Rank en choreograaf Agnes de Mille, die Hoving uitnodigde deel te nemen aan haar Rape of Lucretia-productie op Broadway.
Al in 1946 maakte Hoving kennis met danser en choreograaf José Limón. Samen met hem bracht Hoving nieuwe dynamiek in het dansen, gebruik makend van de tegenstellingen tussen de twee. Hoving was blond en lenig; Limón juist donkerharig en gespierd. In het door hun geïnitieerde gezelschap danste de vrouw van Hoving Lavina Nielsen ook mee. Na gedurende de jaren vijftig bij Limón gedanst te hebben, richtte Hoving zijn eigen troep op. Hij maakte choreografieën voor bijvoorbeeld Icarus, dat uitgevoerd werd door Alvin Ailey American Dance Theater en ook weer de Jooss Company. Hij schreef voorts balletten voor Bat-Dor uit Israël, Hulberg Balletten uit Zweden, Grand Ballet Canadiennes etc. In 1971 werd Hoving gevraagd terug te komen naar Nederland om de functie te bekleden van baas van de Rotterdamse Dansacademie, een functie die voortgezet werd las toezichthouder van de Nederlandse overheid op dansopleidingen. In diezelfde tijd trad hij op als dansleraar aan instellingen als Juilliard School (VS), Folkwang Hochschule (Duitsland) en Jacob’s Pillow en het American Dance Festival. In 1975 richtte hij samen met Corrie Hartong Dance Works Rotterdam op. In 1981 vestigde Hoving zich in San Francisco, waar hij een eigen troep oprichtte Lucas Hoving Performance Group; vanaf 1984 stond hij weer enige tijd zelf op het podium in Growing op in public, een autobiografische monoloog, geregisseerd door Remy Charlip, vriend en collega van Hoving. Dit ballet was ook in Nederland te zien, al werd hij toen geplaagd door een zogenaamde dansersheup (artritis).
Vanaf 1994 tot 2002 werd door de Vereniging van Schouwburg- en Concertgebouwdirecties de "Lucas Hovingprijs" uitgereikt, later opgegaan in de Zwaan.
- Bibsys: 3082176
- International Standard Name Identifier: 0000 0000 2454 7802
- Library of Congress Control Number: n79052565
- Nationale Bibliotheek van Israël: 987007429627605171
- SNAC: w6w50p37
- Virtual International Authority File: 25880551
- WorldCat: E39PBJwD3Xdp4wXRHFWQxKbw4q